# Nashe Radio

Logo de Nashe Radio

Nashe Radio (en russe Наше радио, c'est-à-dire « notre radio ») est le nom d'une station de radio commerciale de la fédération de Russie. Fondée le 14 décembre 1998 à l'initiative de l'homme d'affaires Boris Berezovski, elle diffuse des émissions traitant de la culture rock en général et de la scène russe et post-soviétique en particulier (Aria, Alissa, Zemfira, DDT, Melnitsa).
Nashe Radio est diffusée en modulation de fréquence dans la majorité des grandes villes russes (Moscou 101,7 MHz, Saint-Pétersbourg 104,0 MHz), et dispose également d'émetteurs en Biélorussie (Moguilev, 98,6 MHz) et au Kazakhstan (Karaganda, 107,0 MHz). La station peut également être écoutée par le biais d'internet dans le reste du monde.
Nashe Radio prend une part active à l'organisation du festival de rock Nashestvie (en), qui a lieu chaque année dans les environs de Moscou.

## Groupes diffusés
La groupe Alissa a atteint un succès sur cette radio russe grâce aux trois titres de l'album Exile.